# Egon Jönsson (football, 1921)
Pour les articles homonymes, voir Egon Jönsson et Jönsson.
Egon Jönsson, ou Egon Johnsson, est un footballeur et entraîneur suédois  né le 8 octobre 1921 à Malmö (Suède) et mort le 19 mars 2000.

## Biographie
Il a évolué comme attaquant au Malmö FF. Il a joué 405 matches sous les couleurs de ce club. International suédois, il a participé à la Coupe du monde en 1950.

## Palmarès
- International suédois de 1946 à 1950 (22 sélections et 9 buts marqués)
- 3e de la Coupe du monde 1950
- Champion de Suède en 1949, 1950, 1951 et 1953 avec Malmö FF